# 3111 Місузу
3111 Місузу (3111 Misuzu) — астероїд головного поясу, відкритий 19 лютого 1977 року.
Тіссеранів параметр щодо Юпітера — 3,630.